# Chondrosum pectinatum
Chondrosum pectinatum là một loài thực vật có hoa trong họ Hòa thảo. Loài này được (Feath.) Clayton mô tả khoa học đầu tiên năm 1982.